# FN Browning M1910
FN Browning M1910 je polavtomatska pištola, ki jo je v sklopu belgijskega orožarskega podjetja Fabrique Nationale razvil Američan John Browning.
S tako pištolo je na Vidov dan 28. junija 1914 Gavrilo Princip izvedel atentat na avstro-ogrskega prestolonaslednika Franca Ferdinanda in s tem posledično pričel prvo svetovno vojno. Uporabil je 9-mm različico M1910 s serijsko številko 19074, ki je izvirala iz srbskega arzenala.

## M1922
Na zahtevo Kraljevine SHS so se v belgijski tovarni FN lotili dodelave modela 1910. Temu so podaljšali cev in za dva naboja povečali kapaciteto nabojnika ter tako dobili M1922 oz. M1910/22.

## Uporabnice

### M1910
- Belgija: Model 1910 kalibra 7,65 mm[3]
- Kraljevina Srbija: V uporabi 9-mm različica  M1910
- Kraljevina SHS[3]: V uporabi 9-mm različica M1910 iz bivšega arzenala Kraljevine Srbije
- Tretji rajh: Zaplenjene iz arzenalov raznih držav[3]

- Slovenski partizani: Kalibra 7,65 in 9 mm[4]

### M1922
- Danska: V uporabi model 1922 kalibra 7,65 mm.[3]
- Nizozemska: V uporabi dve različici M1922; Pistool M.25 no. 1 v kalibru 9 mm je bila v uporabi v policiji[5] in Pistool M.25 no. 2 kalibra 7,65 mm v vojski.[5][3]
- Kraljevina SHS[3]: 9-mm različica M1922
- Portugalska: 7,65-mm različica je bila leta 2006 še vedno v uporabi pri policiji.[6]
- Tretji rajh: Zaplenjene iz arzenalov raznih držav.[3] in proizvedene med nemško okupacijo Belgije.

- Slovenski partizani: Kalibra 7,65 in 9 mm[4]

## Galerija
- Sestavni deli M1910
- Model 1922, ki je bil proizveden za časa nemške okupacije Belgije